# PayPay
- ソフトバンクグループ > ソフトバンク > Aホールディングス > LINEヤフー > Zホールディングス中間株式会社 > Bホールディングス > PayPay
- NAVER Corporation > Aホールディングス > LINEヤフー > Zホールディングス中間株式会社 > Bホールディングス > PayPay
- 日本の情報・通信業 > 日本のペイメントサービス業 > PayPay

PayPay株式会社（ペイペイ、英語: PayPay Corporation）は東京都千代田区紀尾井町に本社を置く日本のフィンテック企業。ソフトバンクとLINEヤフー（旧Zホールディングス）の合弁会社であり、連結子会社である。
本項目では、企業の概要と共に、同社の提供するQRコード決済サービス『PayPay』、ならびに「PayPay」ブランドの金融サービスの概要についても記す。

## 概要
2018年7月27日に、ソフトバンクグループの出資先であるインドのPaytmより技術提供を受け、QRコード決済サービスを行う企業として設立された。中国におけるAlipayやWeChat Pay（微信支付）によるQRコード決済の爆発的普及を見ての参入であった。日本におけるQRコード決済の草分け的存在であり、楽天ペイやd払いなどのQRコード決済の中では最も利用率が高い。
Zホールディングスの前身であるヤフー株式会社は、2002年よりYahoo! JAPANの有料サービスの決済を管理するサービスとしてYahoo!ウォレットを提供しており、2016年4月の時点で3300万人以上のユーザー登録数を擁する国内最大規模のオンライン決済サービスとなった。PayPayはヤフーがこのユーザー基盤を元にリアル決済への参入を意図したものであり、2018年4月に、バーコード読み取りによる税金、公共料金決済を開始、ついで2018年6月には、実店舗でQRコードを消費者が提示し決済を行う「コード支払い」を開始、翌月のPayPay設立により、これらのサービスの受け皿（運営企業）となった。

### 積極的な普及策
2018年11月22日、2018年12月4日から総額が100億円になるまで、PayPayで支払った購入額の20％、全ユーザ、Yahoo! プレミアム会員、ソフトバンクとワイモバイルのスマホユーザそれぞれ、1/40、1/20、1/10の確率で、10万円を上限とした購入額全額がチャージ残高としてキャッシュバックされるキャンペーンを行うことを発表した。12月13日、還元額が100億円へ達しキャンペーンが終了した。朝日新聞では「開始わずか10日」と報道された。
2019年1月29日には、福岡 ヤフオク!ドームでショップや売り子、ワゴン販売などにPayPayを導入し、野球観戦のキャッシュレス化を推進することを発表した。2020年度からは福岡ドームの命名権を取得。名称を「福岡ヤフオク!ドーム」から「福岡PayPayドーム」に変更した。
2019年2月4日、2019年2月12日から2度目の100億円キャッシュバックキャンペーンを実施すると発表したが、前回の施策が超短期間で終了し利益を享受できたユーザが限られてしまったこと、後述するユーザによる悪質な利用方法を懸念し、購入額の最大20％はそのままに、決済1回あたり1,000円、月合計5万円の上限を設けた。
こうした大々的なキャンペーンによって急速に知名度を上げ、キャッシュレス決済では後発にもかかわらず、サービス開始から4ヶ月で400万人のユーザーを獲得した。この成長率はヤフー史上最速の急成長とされた。これをふまえ、ソフトバンクグループでは2020年、PayPayをグループにおける金融サービスの軸と位置づけ、ソフトバンクグループの提供する金融サービス（Yahoo!カード、ジャパンネット銀行、One Tap BUYなど）のブランド名及び運営法人名を全て「PayPay」（を冠したもの）に統一し、各事業のPayPayとの連携を強化する方針を明らかにしている。
2021年3月1日、同業の決済サービスを提供しているLINE Payを運営しているLINEとZホールディングスが経営統合したのに伴い、2021年8月17日からPayPayの加盟店でもLINE Payが使えるようになった。なお、LINE Payは日本国外でも決済サービスを展開しているが、海外では引き続きLINE Payがサービスを提供することで調整している。
2022年時点で年間の連結決済取扱高が10兆円を超えており、2023年2月時点で5,500万人のユーザーと、374万箇所の加盟店をもつ。
2022年のQRコード年間決済回数の内訳では、PayPayが約47億回と全体の6割超を占めている。

## 沿革
- 2018年
  - 6月15日 - Pay株式会社設立[23]。
  - 7月24日 - PayPay株式会社に商号変更。
  - 10月5日 - PayPayアプリをリリースし、サービス開始。
  - 12月4日 - 100億円還元キャンペーン 第1弾が開始（12月13日終了）。
- 2019年
  - 2月12日 - 100億円還元キャンペーン 第2弾が開始。
  - 5月8日 - 同月以降、第三者割当増資によりソフトバンクグループ株式会社から460億円を調達し、資本金を920億円に増資すると発表[24]。
  - 5月12日 - 100億円還元キャンペーン 第2弾が終了。
  - 9月30日 - 資金移動業の登録完了[25]。
  - 10月7日 - 「PayPayフリマ」サービス開始。
  - 10月17日 - 「PayPayモール」サービス開始。
  - 10月30日 - マネータップと業務提携を発表[26]。
  - 11月20日 - 店舗オーナー向けの「PayPay マイストア」サービス開始。PayPay for Businessに組み込まれている。
- 2020年
  - 3月 - 日本のコード決済統一規格「JPQR」に、楽天ペイ、FamiPayとともに参加[27]。
  - 3月16日 - 配達サービス「PayPayダッシュ」実証実験を福岡で開始[28]。
  - 4月1日 - 決済に伴うポイント還元の仕様を変更し、新たなポイント還元システムを「PayPay STEP」という名称でサービス開始。
  - 4月15日 - 「ボーナス運用（株式会社One Tap BUY）」[29]、「PayPayあと払い」[30] サービス開始。PayPayあと払いは、一部のユーザーのみに先行申込が開始された。
  - 4月16日 - 「PayPayギフトカード」サービス開始[31]。
  - 5月4日 - Uber Eatsに対応[32]。
  - 5月18日 - 「PayPay ピックアップ」サービス開始。
- 2021年
  - 8月17日 - LINE Pay株式会社が提供するLINE Payが、PayPay加盟店（QRコードのユーザースキャン方式）での決済に対応[33]。
  - 10月1日 - 加盟店のシステム利用手数料を有料化[34]。
  - 12月1日 - 「PayPayスタンプカード」サービス開始[35]。
  - 12月16日 - 「PayPayほけん」サービス開始[36]。
- 2022年
  - 4月1日 - 「PayPayボーナス」の名称が「PayPayポイント」に変更[37]。
  - 10月1日 - PayPay株式会社をソフトバンクとZホールディングスがそれぞれ連結子会社化し、共同経営に移行[38][39]。同時にヤフーが保有しているPayPayカードの株式をPayPay株式会社が取得し、PayPayカードを完全子会社化[40]。
  - 10月28日- インドのハリヤナ州に10月、同社初の海外開発拠点「Pay2 Development Center」を設立した[41]。資本金は4100万ルピーで、平川宗則がマネージングディレクターを務める[41]。
- 2024年
  - 8月9日 - 厚生労働省から賃金デジタル払いの初事業者として指定を受けた[42]。
- 2025年
  - 4月1日 - PayPay銀行およびPayPay証券を子会社化、ソフトバンクグループの金融ビジネスを同社傘下に集約（PayPayカード：完全子会社、PayPay銀行：75%、PayPay証券：75%）する[43][44]。

## サービス

### PayPay
2018年10月5日、ソフトバンク・ビジョン・ファンドより出資を受けているインド最大の電子決済企業Paytmより技術提供を受け、同社の持つQRコードベースの技術を元に、ユーザー読み取り方式、店舗読み取り方式の双方のサービスを提供する。
PayPay専用アプリのほか、Yahoo!JAPAN IDを連携させることで、Yahoo!JAPANアプリからも利用できた（2020年3月12日をもって提供終了）。訪日中国人旅行者向けにAlipayからの決済にも対応しているが、Alipay決済は加盟店が別途Alipayの審査に通る必要があり、使用できる店舗は一部に留まる。
店舗側のPayPay決済手数料をサービス開始から3年間は無料とすることも併せて発表された（2021年10月1日より有料化）。Alipay決済は2019年9月30日まで決済手数料が無料となる。
Yahoo!ウォレットの実店舗スマホ決済機能は今後提供を中止し、PayPayに統合することも発表された。
Yahoo! JAPANのサービスで付与する期間限定TポイントもPayPayに変更された。当初は2019年4月に変更予定 だったが、後に延期すると発表 し、5月31日に改めて8月から「PayPayボーナス」または「PayPayボーナスミニ」の付与に変更すると発表した。また、同サービスでの通常Tポイントの付与や利用も2022年3月31日で終了し、同年4月1日からPayPayボーナスに切り替えると2021年12月1日に発表した。
2019年9月30日、資金移動業の登録を完了したことにより、現金へ払い出し可能な「PayPayマネー」の取り扱いを開始し、従来の「Yahoo!マネー」はPayPayに統合された。銀行口座への出金は100円から可能でPayPay銀行（旧ジャパンネット銀行）の口座へは手数料無料、それ以外の金融機関には100円の手数料が発生する。
2022年3月1日、同年4月1日から「PayPayボーナス」の名称を「PayPayポイント」に変更することを発表した。サービス自体に変更はない。

#### 鉄道・バスでの決済

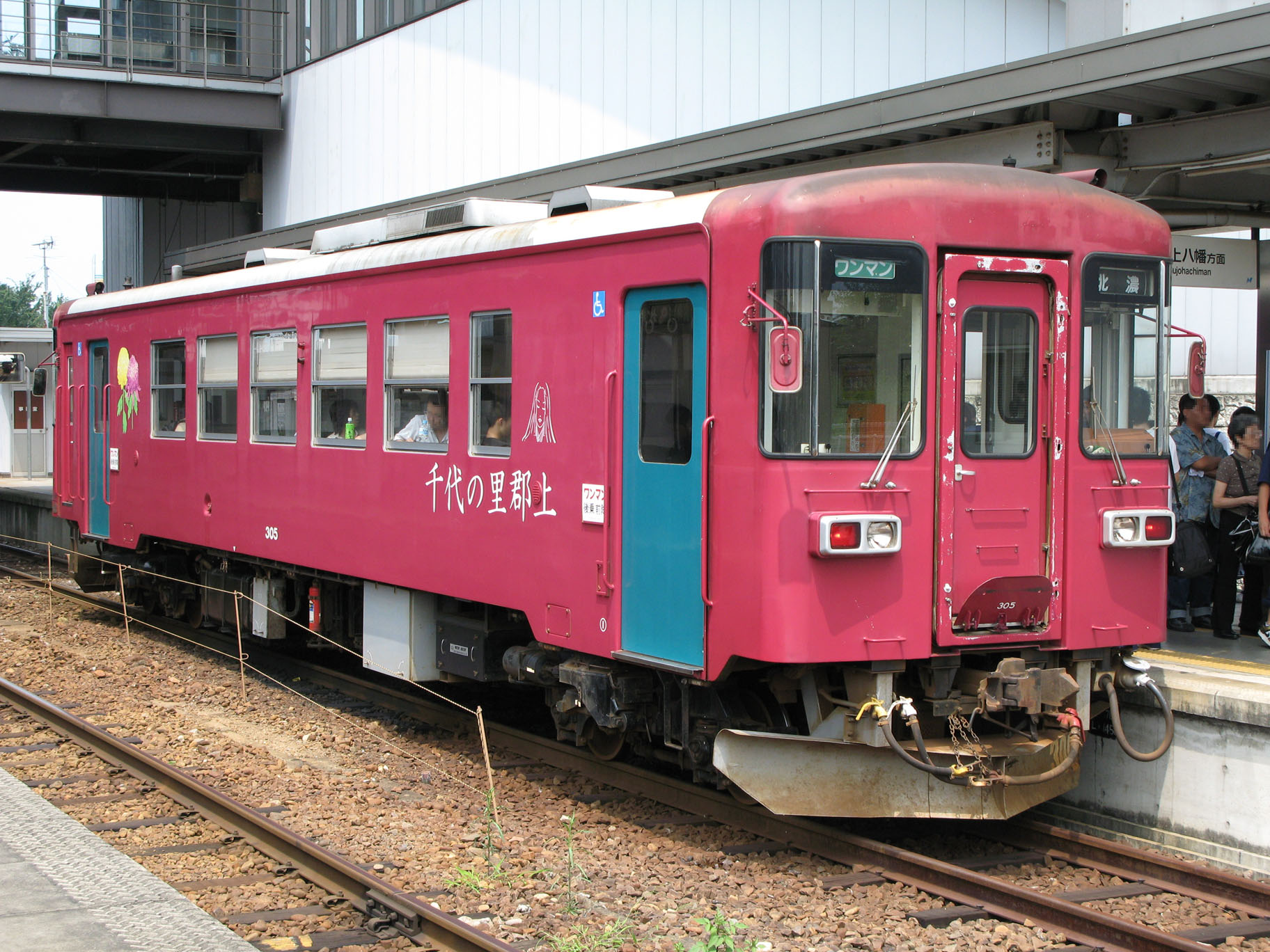
鉄道事業者で初めてPayPay車内精算を導入した長良川鉄道の列車

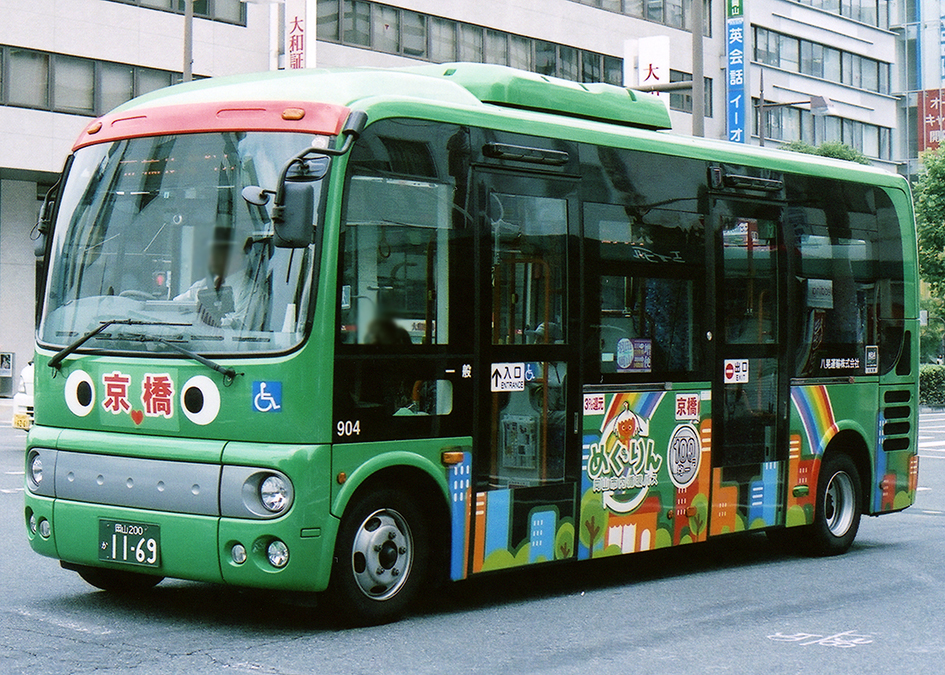
PayPay車内精算を導入した八晃運輸の路線バス

日本の鉄道やバスにおいて、運賃支払方法としてPayPayを導入する例が2019年ごろから徐々に増えている。導入コストが高く小規模事業者には導入が難しいクレジットカードや交通系ICカードの隙を突くように地方の公共交通機関でサービスを拡大している。

##### 鉄道
| 決済方法 | 決済方法 | 鉄道                   | 備考                                                                         |
| -------- | -------- | ---------------------- | ---------------------------------------------------------------------------- |
| 車内精算 | 車内精算 | 長良川鉄道             |                                                                              |
| 乗車券   | 券売機   | 岳南電車               | 吉原駅                                                                       |
| 乗車券   | 券売機   | 長野電鉄               | 長野〜須坂駅、小布施駅、信州中野駅、湯田中駅。                               |
| 乗車券   | 窓口     | ひたちなか海浜鉄道     | 那珂湊駅、勝田駅（乗換口）。                                                 |
| 乗車券   | 窓口     | 湘南モノレール         | 社線定期券、企画乗車券のみ。大船駅、湘南江の島駅。                           |
| 乗車券   | 窓口     | 伊豆箱根鉄道（駿豆線） | 三島駅、修善寺駅。定期券、連絡券は対象外。                                   |
| 乗車券   | 窓口     | 養老鉄道               | 社線定期券のみ。揖斐駅、大垣駅、西大垣駅、養老駅、駒野駅、多度駅、下深谷駅。 |
| 乗車券   | 窓口     | 肥薩おれんじ鉄道       | 八代駅、日奈久温泉駅、佐敷駅、水俣駅、出水駅、阿久根駅、川内駅。             |
| web      | web      | 近畿日本鉄道           | デジタルきっぷのみ（企画乗車券）                                             |
| web      | web      | 西武鉄道               | 特急列車・座席指定列車のチケットレス予約                                     |

##### バス
- 北都交通（北海道） - 新千歳空港連絡バス（車内運賃支払い）
- 道南バス（北海道） - 車内運賃支払い
- あつまバス（北海道） - 車内運賃支払い
- 千歳相互観光バス（北海道） - 車内運賃支払い
- 十勝バス（北海道）- 路線バスの車内運賃支払い
- 北海道拓殖バス（北海道） - 窓口で乗車券類購入
- 網走バス（北海道） - 路線バスの車内運賃支払
- 京浜急行バス - 羽田空港 - 横浜駅（YCAT）線（東京都・神奈川県）車内運賃支払い
- 東海バス（静岡県） - 窓口で乗車券類購入
- 新城市Sバス（愛知県）- 車内運賃支払い
- あおい交通（愛知県）- 名古屋空港連絡バス（車内運賃支払い）
- 帝産バス - 窓口で定期券購入
- 西日本ジェイアールバス（大阪府他） - 窓口で高速バス乗車券購入
- 大阪バス（大阪府） - 市内路線バス 御堂筋線（大阪市）、俊徳道駅・近畿大学線（東大阪市）での車内運賃支払い[54]
- 八晃運輸（岡山県） - 車内支払い、車内で企画乗車券等の購入
- 高松エクスプレス（香川県） - 車内運賃支払い
- ジェイアール四国バス - 久万高原線（愛媛県）、大栃線（高知県）での車内運賃支払い
- 有田鉄道（和歌山県） - 路線バス（委託路線を除く）の車内運賃支払い[55]
- 熊野御坊南海バス（和歌山県） - 路線バス、定期観光バス、南紀白浜空港リムジンバスでの車内運賃、各種乗車券の支払い。新宮駅および紀伊勝浦駅切符売り場、御坊営業所での各種乗車券の支払い[56]
- グローバル交通（埼玉県） - 路線バスの車内運賃支払い
- 羽後交通（秋田県） - 路線バスの社内運賃支払い、窓口での販売品の支払い[57]
- 長電バス（長野県） - 路線バスの社内運賃支払い、一部路線のみ、一部バス停を除く[58]
- 魚津市民バス（富山県） - 路線バスの社内運賃支払い[59]
- hoopバス（京都府） - 路線バスの社内運賃支払い[60]
- 岐阜バス（岐阜県） - 窓口での乗車券などの支払い[61]
- 琴参バス 坂出市循環バス（香川県） - 路線バスの社内運賃支払い[62]
- 徳島市交通局路線バス（徳島県） - 路線バスの社内運賃支払い、一部路線のみ[63]
- 千曲バス（長野県） - 路線バスの社内運賃支払い、一部路線のみ[64]

### PayPay for Business
PayPay for Business（ペイペイ フォー ビジネス）は、加盟店向けの決済管理システムである。単にダッシュボードともいう。PCなどのブラウザからログインする事で、PayPay決済に関する管理機能が使用できる。取引履歴や売上、平均単価、返金、入金、固定金額のQRコード作成、QRコードのダウンロード、ロゴの登録、CSVファイルへの出力など、あらゆる操作はここで行う事ができる。
2019年7月26日には、スマートフォンやタブレット端末で動作するアプリ版がリリースされた。アプリ版はブラウザ版と同等の機能に加え、客が提示したQRコードを読み取るストアスキャン方式の決済に対応している。
2019年11月20日からは「PayPay マイストア」がサービス開始された。この機能では、店舗をフォローしているフォロワー（顧客）に向けて情報発信したり、店舗独自のクーポンを配布するなどの来店誘導機能が利用できる。またフォロワーの数や投稿されたレビューを確認できる。

### Yahoo!フリマ
Yahoo!フリマは、ヤフー株式会社が運営する2019年10月7日にサービスを開始したフリーマーケットサービス。PayPayの残高で商品の購入ができるほか、全ての商品の送料は出品者が負担するとしている。発送手段は匿名配送であるゆうパック・ゆうパケット（おてがる版）、ヤフネコ!パックに対応している。
サービス開始当初は「PayPayフリマ」の名称だったが、2023年11月1日、「Yahoo!フリマ」に変更した。

### ミニアプリ
PayPayアプリ内にミニアプリとして組み込まれている主なサービス。PayPayが提供する機能に加え、サードパーティー製の機能も組み込まれている。それぞれ単独のアプリを入れる必要はなく、PayPayアプリ内で利用から決済までをシームレスに行う事ができる。
自社サービス
- PayPayフリマ
- PayPayクーポン
- PayPayスタンプカード
- PayPay STEP
- PayPayほけん (PayPay保険サービス、損害保険ジャパン)
- 請求書払い - 請求書のバーコードを読み取って支払う機能。
- あと払い
- お金を借りる (PayPay銀行) - カードローン。

他社サービス
- Uber Eats
- 松弁ネット (松屋フーズ)
- タクシー配車 (DiDi) - タクシー配車サービス
- スマホ充電 (ChargeSPOT) - モバイルバッテリーシェアリングサービス[72]
- ボーナス運用（One Tap BUYが提供する擬似資産運用）[73] - S&P 500 に基づく擬似資産運用が出来る。キャンペーンなどの特典で付与されるPayPayボーナスのみ運用できる。口座開設は不要。スタンダードコース（レバレッジ1倍、SPDR S&P500 ETF、NYSE Arca: SPY）とチャレンジコース（レバレッジ3倍、DIREXION S&P 500 3X、NYSE Arca: SPXL）がある。売買時に手数料は取らない。売買益は特定口座ではないため「株式等に係る譲渡所得等」として確定申告の対象となる
- ふるさと納税 (さとふる)
- マイナポイント - 2020年9月1日開始[74]。2021年12月31日第1弾終了[75]。2022年1月1日から第2弾開始[76]
- Tカード (モバイルTカード)
- 出張カーメンテ（Seibii）
- PCR検査キット（HELPO）

### その他の連携サービス
ミニアプリに組み込まれていない連携サービス。これらはPayPayアプリ内での利用が非対応であり、以下のアプリを別途インストールする必要がある。
- Coke ON - コカ・コーラ社の自販機にて、Coke ON Payで決済しドリンクを購入する機能。
- モバイルオーダー - 日本マクドナルドが提供する事前注文サービス。マクドナルド公式アプリで利用できる。
- セブン-イレブン アプリ - セブン-イレブン・ジャパンが提供するスマートフォンアプリ。2021年2月25日よりPayPayによる決済機能を搭載した[77]。

### PayPayブランドの金融サービス
Zホールディングスでは、PayPay本体以外に金融関連の6社およびサービスの名称に「PayPay」ブランドを順次冠する予定である。
- PayPay証券 - 2021年2月1日に「One Tap BUY」から変更。
- PayPayアセットマネジメント - 同年3月8日にアストマックス投信投資顧問（Yjam）から変更。
- PayPay保険 - 同年4月1日にワイズ・インシュアランス（「Yahoo!保険」）から変更。
- PayPay銀行 - 同年4月5日にジャパンネット銀行（Japan Net Bank）から変更。
- PayPayカード - 同年10月1日からワイジェイカード（「Yahoo! JAPANカード」）から変更。

残るワイジェイFX（YJFX!）も「PayPay FX」に変更の予定だったが、GMOフィナンシャルHDに事業譲渡した為中止。

### 終了したサービス
- PayPayダッシュ（実証実験） - 即時配達デリバリーサービス。アプリで注文でき、注文を受けた配達員が店で商品をピックアップし、自転車で配達先に届ける。2020年3月16日にサービス開始し、8月25日にサービス終了した[79]。
- PayPayモール - ヤフー株式会社が2019年10月17日にサービスを開始したオンラインモール。PayPayの残高を支払いに用いることができた。2022年10月12日にYahoo!ショッピングに統合する形でサービス終了[80]。
- PayPayピックアップ - 2022年6月30日サービス終了[81]。

## モバイル決済アプリ
スマートフォンなどのモバイル端末で利用できる。QRコードを用いた決済機能が備わっている。支払い方法には、提携している銀行口座からチャージして使うプリペイド方式の他、PayPayカード（全ブランド）や、VISAまたはマスターカードのクレジットカード・デビットカードと連携させて支払う方法などが備わっている。一部の国際ブランドでは、ビジネスカードを連携させることも可能である。
他にレシート登録、友達への送金機能、公共料金の請求書払い、外部サービスとの連携によって配車サービスDiDiやコカ・コーラ社の自販機（Coke ON Pay）などにも対応している。
また、かつてはYahoo! JAPANアプリからも利用できたが、2020年3月12日をもってサービス終了した。

### バージョン履歴
主な新機能の追加、大きな修正などを記述。
- 1.0.0（2018年10月5日） - リリース。
- 1.0.3（2018年11月5日） - 生体認証に対応。
- 1.2.0（2018年11月21日） - 友達に送金する機能、ヤフーカードからのチャージに対応。
- 1.7.0（2019年1月21日） - クレジットカードの3Dセキュアに対応。
- 1.17.0（2019年4月3日） - UIの刷新。URL送金、ユーザーIDなど機能追加。
- 1.18.0（2019年4月8日） - 「カードきせかえ」機能の追加。※Android版は1.17.0。
- 1.20.0（2019年4月22日） - わりかん機能追加。
- 1.22.0（2019年5月27日） - オートチャージ機能追加。
- 1.27.0（2019年7月1日） - Yahoo!マネーからPayPay残高にチャージする機能を追加。
- 1.31.0（2019年7月29日） - 「ソフトバンク・ワイモバイルまとめて支払い」でPayPayにチャージできる機能を追加。Yahoo!ショッピングでの各種キャンペーンで付与される「PayPayボーナスライト」に対応。
- 1.34.0（2019年8月19日） - iOS 10のサポートを打ち切り、推奨動作環境をiOS 11以降に変更[86]。
- 1.37.0（2019年9月11日） - 腕時計型ウェアラブルデバイス Apple Watchに対応。バーコードとQRコード表示機能があり、ストアスキャン方式の支払いに対応。
- 1.38.0（2019年9月30日） - 資金移動業の登録が完了した事により、PayPayマネーから銀行口座への出金に対応。「Yahoo!マネー」をPayPayに移管。「Yahoo!マネー」の公共料金支払い機能が「PayPay 請求書払い」に統合され、約300ヶ所の地方公共団体・事業者の請求書払いに対応[87]。
- 2.7.0（2019年11月20日） - 地図UIの刷新。店舗をフォローして、そのお店の最新情報やクーポンなどを受信する機能追加。店舗へのレビュー機能追加。
- 2.6.0（2019年11月28日） - PayPayアプリ内にDiDiを実装[88]。
- 2.26.0（2020年4月15日） - 「ボーナス運用」、「あと払い」機能追加。
- 2.36.0（2020年7月8日） - 英語UIに対応[89]
- 3.16.0 (2021年10月20日) - Android 5.0、iOS 11.0のサポートを終了。Ver 3.17.0以降から、推奨動作環境をAndroid 6.0 以上、iOS 12.0 以上に変更[90]。
- 3.78.0 (2023年3月20日) - Android 6.0、iOS 12.0のサポートを終了。Ver.3.79.0以降から、推奨動作環境をAndroid 7.0 以上、iOS 13.0 以上に変更[91]。
- 4.43.0 (2024年5月8日) - Android 7.0、iOS 13、iOS 14のサポートを終了。推奨動作環境をAndroid 8.0 以上、iOS 15.0 以上に変更[92]。

### システム要件
Android 8.0、iOS 15.0以降のオペレーティングシステムを搭載したスマートフォンやタブレット端末で動作する。QRコードを読み込むためのカメラへのアクセス権限、データ通信環境が必要である。PayPayマップで現在地を検索するには、GPSを用いた位置情報取得権限が要求される。ICチップを用いた非接触決済プラットフォームとは異なり、2次元コードをベースに決済するシステムのため、FeliCa（おサイフケータイ）やNFCが非搭載のモデルでも使用できる。

### 残高の区分
決済における支払い機能は様々な方法があるが、残高にチャージする方式では、大きく分けて4種類の残高に分類されている。残高の種類によって送金や出金の可否、有効期限などの機能に違いがある。
| 種類                 | 有効期限 | 送金 | 出金 | 取得方法 | 備考 |
| -------------------- | -------- | ---- | ---- | --- | --- |
| PayPayマネー         | 無期限   | ○    | ○    | 本人確認済みのアカウントで、 銀行口座、セブン銀行ATM、ヤフオク!やPayPayフリマの売上金からチャージ                                                   | 全ての機能が有効化された残高。残高を出金する際は、提携銀行口座に出金可能。 本人確認されていない状態でチャージ、またはその状態で他人から受け取った場合は、 マネーライトとしてチャージされる。 |
| PayPayマネーライト   | 無期限   | ○    | ×    | PayPayカード（旧:Yahoo! JAPANカード）や、 ソフトバンク・ワイモバイルまとめて支払いからチャージ もしくは本人確認されていないアカウントでのチャージ。 | PayPayマネーから出金機能が制限された残高。 |
| PayPayポイント       | 無期限   | ×    | ×    | キャンペーンなどの特典 | 上記PayPayマネーから、出金と送金機能が制限された残高。 |
| PayPayボーナスライト | 60日間   | ×    | ×    | キャンペーンなどの特典 | 上記PayPayポイントから、さらに有効期限が制限された残高。 |

## 不祥事

### クレジットカード不正利用問題
サービス開始以降、PayPayを経由してクレジットカードが不正利用された報告が相次いだ。PayPayにクレジットカードを登録する際に、セキュリティコードの入力を何度間違えてもロックがかからない仕様となっており、適当な番号で無差別に入力（総当たり）すればクレジットマスターにより他人のクレジットカードが不正登録できてしまうセキュリティの脆弱性が存在した。このためPayPayを利用していなくても、クレジットカードを持っている利用者であれば、誰でもPayPayを経由して不正利用されてしまうリスクがある。ただし、PayPayの後の調査によれば、セキュリティコードを20回以上間違えて登録に至った件数は13件、このうち決済の利用があったのは9件。これらはすべて本人による登録および利用で、いずれも不正利用ではなかったことの確認がとれているという。
- 2018年12月17日、NHKの問い合わせに対してPayPay広報は、この問題は「（セキュリティコードの入力について）現時点でリトライ上限がないのは事実ですが、本日以降速やかに対処する予定です」と回答。セキュリティコードを一定回数以上間違えた場合、ロックがかかってクレジットカードが使用できなくなるよう修正された[97][98]。
- 2018年12月18日、PayPayアプリに対し「クレジットカード情報を入力する際、入力回数に制限を設ける」アップデートを行ったと発表された[99][100][101]。
- 2018年12月21日、さらなる暫定処置として「クレジットカードでの決済金額の上限（5万円まで）、Yahoo! JAPANカードからのチャージ金額の上限（5万円まで）」を設定した[102][103]。
- 2019年1月21日、3Dセキュアによる認証が導入され、認証済みのクレジットカードにおいて、利用上限金額が25万円まで緩和された[104]。

### キャンペーンの問題
- 2018年12月4日より2019年3月31日までの期間を想定されたキャンペーンは、年末商戦につながらない内での早期終了となった[10]。その内容は、PayPayを使って加盟店で支払いをすると、20%分のPayPayボーナスをバック、さらに40回に1回の確率で、10万円まで全額還元というものである[105]。ただし後のキャッシュバック付与の際は、「架空の取引」「不当な取引や返金によるPayPayボーナス等の詐取」などの不正な取引を行ったユーザーには、付与取消やアカウント停止のペナルティを与える対策が行われた[106]。

### 2020年電子決済サービス不正引き出し事件
2020年9月に発覚した複数の電子決済サービスを利用した不正引き出し事件で、PayPayからも不正引き出しが確認された。
2020年12月時点でPayPayからの不正引き出しは18件、金額は2,653,041円。

### 加盟店情報2000万件漏洩
2020年12月7日、最大20,076,016件の加盟店情報が漏洩した可能性があると発表。2020年10月18日から12月3日までの間、当該情報へのアクセス権限の設定不備が存在した。2020年11月28日にブラジルからのアクセスが発生、12月1日に外部からの連絡に基づき調査、12月3日までにアクセス遮断措置を実施し、12月7日に発表した。
漏洩した可能性があるのは加盟店情報で、具体的には「加盟店の店名、住所、連絡先、代表者名、代表者生年月日、契約日、売上振込先、営業対応履歴」「加盟店営業先の店名、住所、連絡先、代表者名、営業対応履歴」「当社従業員の氏名、所属、役職、連絡先」「当社パートナー・代理店の社名、連絡先、担当者名、売上振込先」「加盟店向けアンケート回答者の氏名、電話番号、メールアドレス」。
アクセスされた可能性のある最大件数については、詳細な調査分析により2,101件であったことが判明している。

## 子会社
- PayPayカード株式会社- 2022年10月1日よりヤフーから株式譲渡され、子会社化。